# 1816 Liberia
1816 Liberia (1936 BD) là một tiểu hành tinh vành đai chính được phát hiện ngày 29 tháng 1 năm 1936 bởi Cyril Jackson ở Johannesburg.